# Піндаре (мікрорегіон)
Піндаре (порт. Microrregião de Pindaré) — один із мікрорегіонів бразильського штату Мараньян, що входить до складу мезорегіону Захід штату Мараньян. Його населення у 2009 році за оцінкою Бразильського інституту географії і статистики становило 640 315 чоловік. До складу мікрорегіону входять 22 муніципалітети. Займає площу 36 000,996 км². Густота населення — 16,7 чол./км².

## Склад мікрорегіону
До складу мікрорегіону включені наступні муніципалітети:
1. Алтаміра-ду-Мараньян
2. Алту-Алегрі-ду-Піндаре
3. Арагуанан
4. Бон-Жардін
5. Бон-Жезус-дас-Селвас
6. Брежу-ді-Арея
7. Бурітікупу
8. Говернадор-Невтон-Беллу
9. Лагу-да-Педра
10. Лагоа-Гранді-ду-Мараньян
11. Маража-ду-Сена
12. Нова-Олінда-ду-Мараньян
13. Паулу-Рамус
14. Піндаре-Мірін
15. Презіденті-Медісі
16. Санта-Інес
17. Санта-Лузія
18. Санта-Лузія-ду-Паруа
19. Сан-Жуан-ду-Кару
20. Туфіландія
21. Віторіну-Фрейрі
22. Зе-Дока

| Бразилія | Це незавершена стаття з географії Бразилії. Ви можете допомогти проєкту, виправивши або дописавши її. |